# Rally-VM 1978

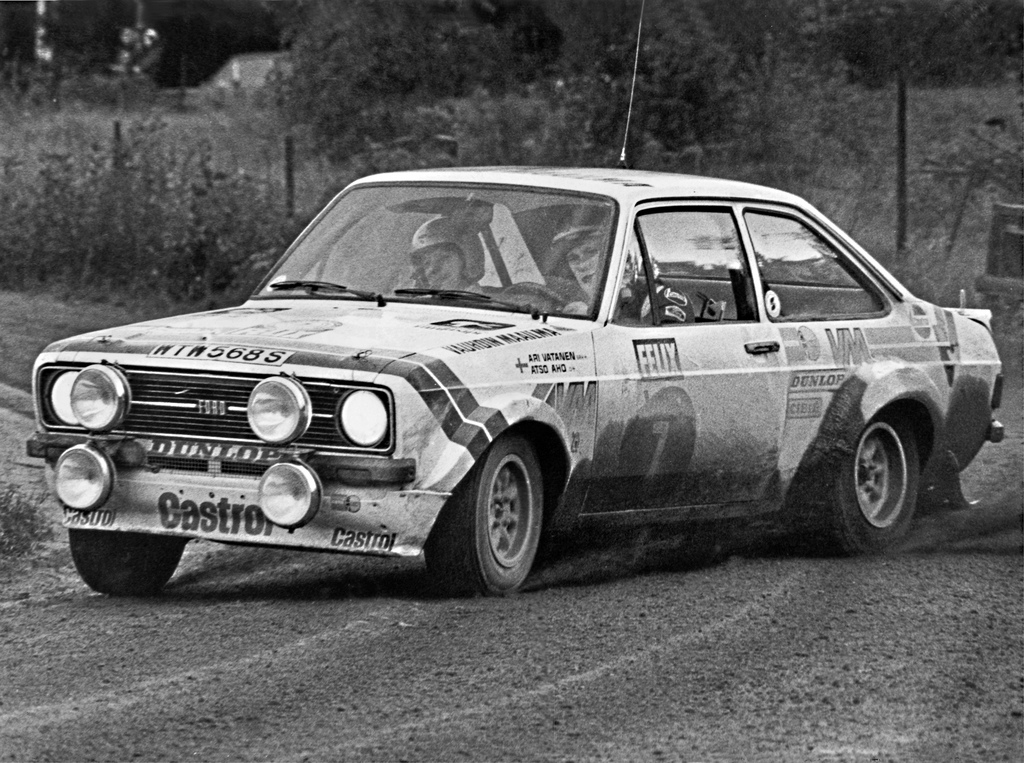
Ari Vatanen i finska rallyt 1978.

Rally-VM 1978 kördes över elva omgångar. Mästerskapstiteln gällde för konstruktörer och vanns av Fiat. Förarna kämpade om FIA-cupen för rallyförare, som vanns av Markku Alén.

## Delsegrare
| Rally               | Vinnare             | Märke   |
| ------------------- | ------------------- | ------- |
| Monte Carlo-rallyt  | Jean-Pierre Nicolas | Porsche |
| Svenska rallyt      | Björn Waldegård     | Ford    |
| Safarirallyt        | Jean-Pierre Nicolas | Peugeot |
| Portugisiska rallyt | Markku Alén         | Fiat    |
| Akropolisrallyt     | Walter Röhrl        | Fiat    |
| Finska rallyt       | Markku Alén         | Fiat    |
| Kanadensiska rallyt | Walter Röhrl        | Fiat    |
| Sanremorallyt       | Markku Alén         | Lancia  |
| Elfenbenskustrallyt | Jean-Pierre Nicolas | Peugeot |
| Korsikanska rallyt  | Bernard Darniche    | Fiat    |
| Brittiska rallyt    | Hannu Mikkola       | Ford    |

## Märkes-VM
| Plats | Märke   | Poäng |
| ----- | ------- | ----- |
| 1     | Fiat    | 134   |
| 2     | Ford    | 100   |
| 3     | Opel    | 100   |
| 4     | Porsche | 79    |
| 5     | Datsun  | 52    |
| 6     | Toyota  | 50    |

## FIA-cupen för rallyförare
| Plats | Förare              | Poäng |
| ----- | ------------------- | ----- |
| 1     | Markku Alén         | 52    |
| 2     | Jean-Pierre Nicolas | 31    |
| 3     | Hannu Mikkola       | 30    |